# Faust (Goethe)
Faust is het belangrijkste werk van de Duitse schrijver Johann Wolfgang von Goethe (1749–1832). Het is de bekendste bewerking van de 16e-eeuwse Faustlegende. Eigenlijk gaat het om een treurspel, uitgegeven in vier edities:
1. De oer-Faust, geschreven in 1772–75 en postuum verschenen in 1887.
2. Faust – fragment, voltooid in 1788 en verschenen in 1790.
3. Faust – deel I, verschenen in 1808.
4. Faust – deel II, verschenen in 1832.

## Thema
Het boek ontleent zijn apotheose aan de christelijke traditie. Faust wil beschikken over een hogere kennis, zo verregaand dat ze in Gods ogen nooit zou mogen toevallen aan een mens. Hij laat zich verleiden tot een pact met de duivel (in de vorm van Mephisto). Lange tijd geniet hij van de ongebreidelde geschenken van de duivel, maar vreemd genoeg kan dit hem niet gelukkig maken. Uiteindelijk ondervindt hij dat het geluk voortkomt uit het verrichten van goede daden.

## Achtergrond
In zijn jeugd kon Goethe zich moeilijk vinden in zowel de klassieke als de christelijke opvattingen. Al vrij snel hield hij er nieuwe, voor die tijd onconventionele, denkwijzen op na. Hij werd lid van de schrijversbeweging Sturm und Drang, die streed voor de vrijgevochten geest en het individu. Deze groep laat zich het best typeren als schrijvers die vooruitliepen op de romantici, hoewel ze onder invloed van de Verlichting waren gebleven. Omstreeks 1770 schreef Goethe een vertelling in briefvorm: Die Leiden des jungen Werthers. Deze roman vestigde Goethes naam als vooraanstaand schrijver binnen de Sturm und Drangbeweging.
Voor Faust liet Goethe zich o.m. inspireren door de dienstmeid Gretchen/Grietje, die in Frankfurt ter dood veroordeeld werd voor de moord op haar pasgeboren kind. Hij integreerde ook klassieke elementen, zoals de wondermooie Helena van Troje. Andere vernieuwingen waren dat hij God laat vertrouwen op de goedheid van de Mens, en zelfs laat instemmen met Mephisto's uitdaging. Bovendien verkoopt Faust zijn ziel niet zonder meer, maar sluit hij een wederzijdse verbintenis af. Net na de Franse Revolutie – anders dan veel van zijn romantische tijdgenoten, stond Goethe huiverachtig tegenover de politieke en sociale hervormingen in Frankrijk – verschenen de eerste delen van Faust. Terwijl hij verder werkte, verschenen van zijn hand ook andere toneelstukken en romans.
In deze tijd ging Goethe een vriendschap aan met de poëet en toneelschrijver Friedrich von Schiller. Schiller zakte af naar Weimar en ze begonnen innig samen te werken. Door de gezamenlijke projecten liep Faust enige vertraging op. Na Schillers dood (1805) nam Goethe de draad weer op, om in 1808 de definitieve versie Faust I uit te brengen. Goethe besefte echter dat, om zijn boodschap helder over te brengen, er behoefte was aan een vervolg. Aan Faust II begon hij pas 17 jaar later. De oude Goethe werkte hieraan van 1825 tot 1831, net voor zijn dood. De twee delen lijken een paradoxaal geheel. Enerzijds lijken ze moeilijk los van elkaar te zien, anderzijds kunnen ze onverenigbaar lijken. Dit komt door een zekere speelruimte die Goethe, al dan niet bewust, tussen de twee delen heeft ingebouwd.

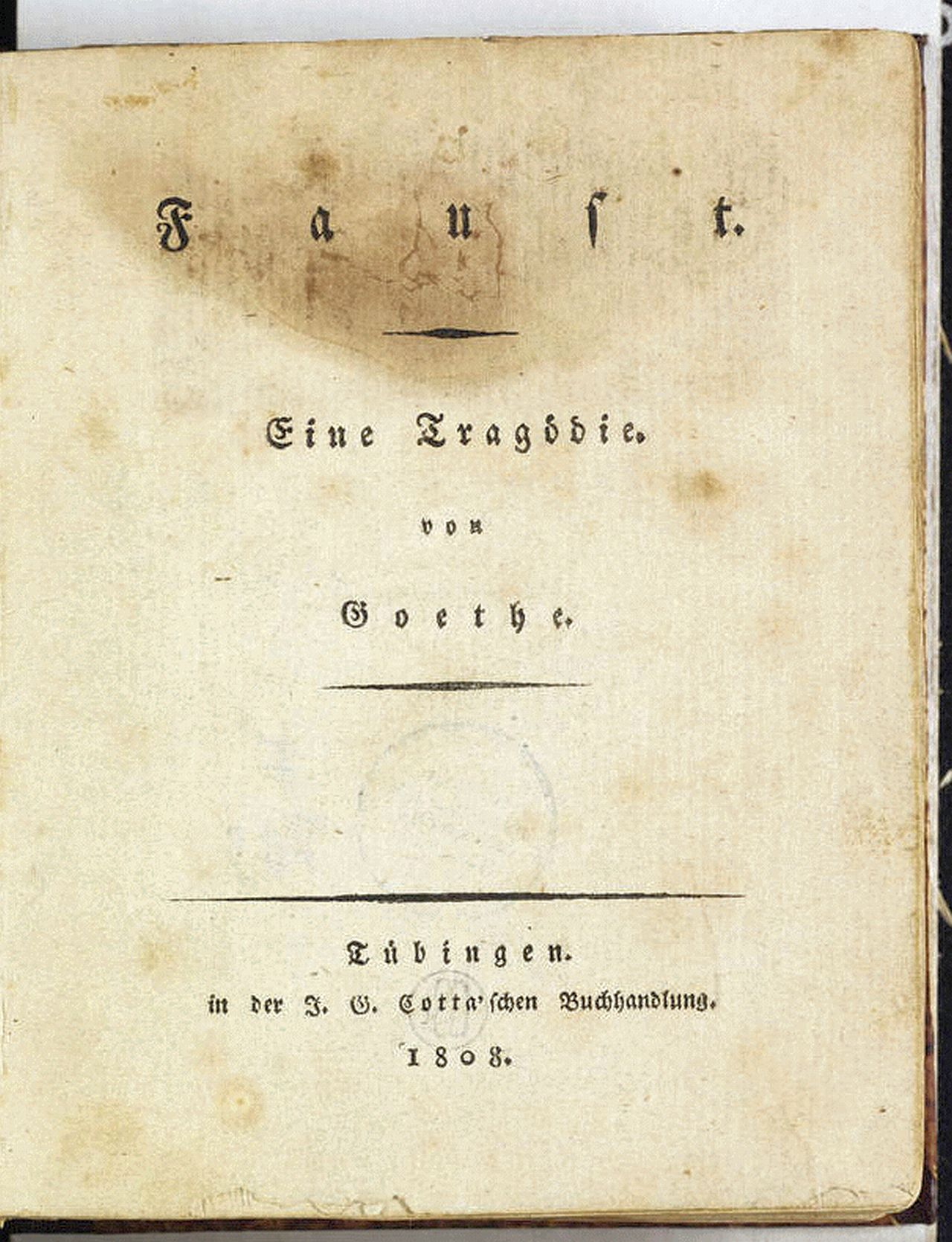
Titelpagina van Faust – deel I
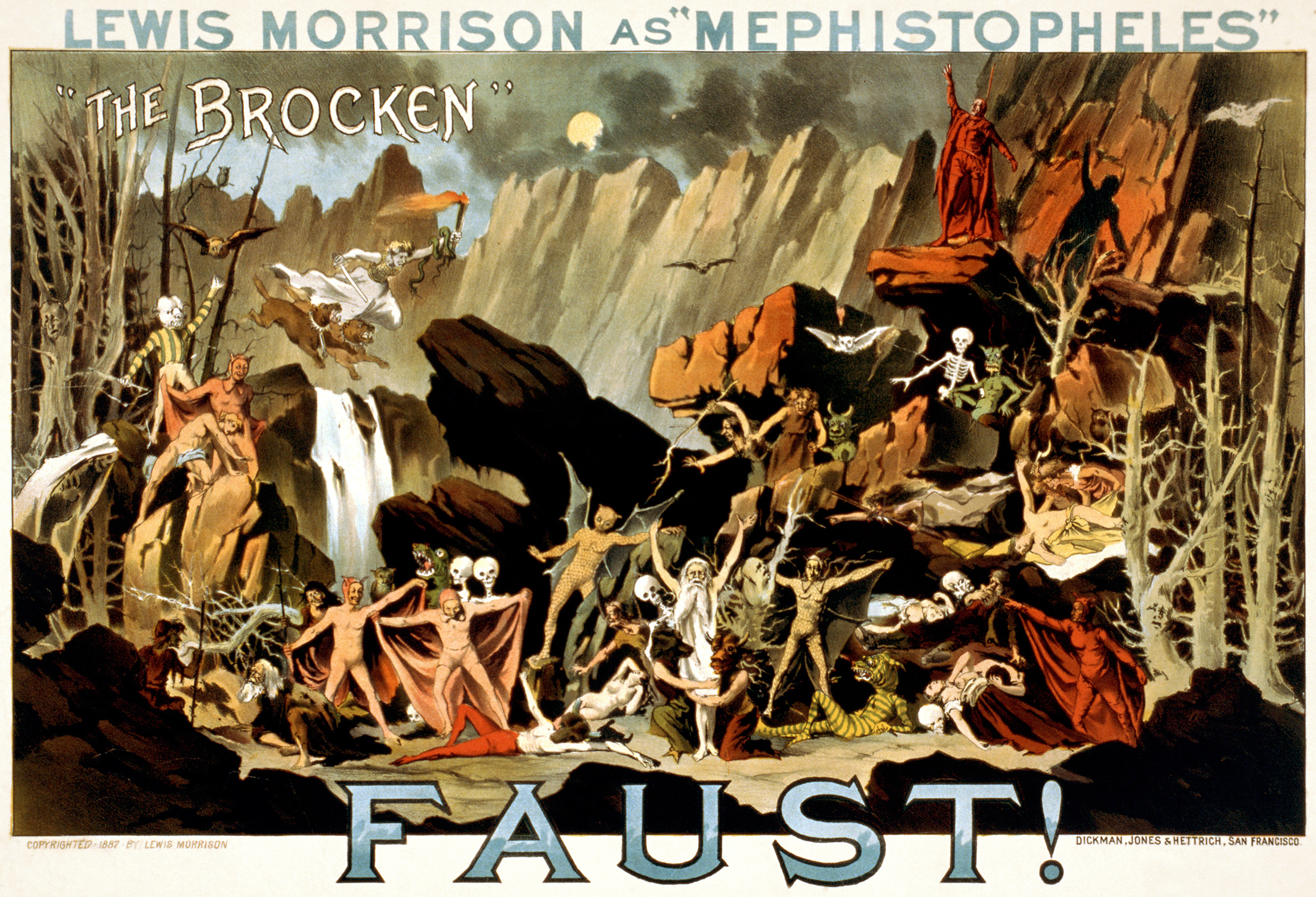
Affiche voor een opvoering, 1887

## Verhaal
Mephisto, als vertegenwoordiger van Lucifer, is aanwezig op een bijeenkomst in de hemel. Zoals gewoonlijk trekt hij in twijfel waarom God de Mens wilde scheppen en of het eindresultaat wel geslaagd is. Toch blijft God rotsvast overtuigd van de goedheid van de Mens. De duivel trekt dit in twijfel en is er zeker van dat hij een ambitieuze professor genaamd Faust van het rechte pad zou kunnen weglokken. God aanvaardt de uitdaging, want Hij meent dat Faust de juiste beslissingen zal nemen en Hij weet dat een actie van de duivel af en toe noodzakelijk is om de Mens te herinneren aan alle gevaren. Reeds hierin schuilt een eerste tegenstelling met de oudere Faustvertellingen, en bij uitbreiding het christelijke dogma van die tijd: God deelt het leven van de Mens helemaal niet in, maar laat hem zelfstandig kiezen.
Professor Faust is al zijn hele leven lang op zoek naar de ultieme kennis om de wereld te begrijpen. Op zekere avond bestudeert hij een oud boek vol magie. Hij slaagt erin contact te leggen met de 'geest van de Aarde'. De geest wijst Faust echter af, als een sterfelijk en nietig persoon. Faust is zwaar teleurgesteld en wil zelfs vergif innemen. Hij komt op andere gedachten wanneer hij de klokken hoort luiden, ter aankondiging van Pasen. 's Anderendaags maken Faust en zijn assistent Wagner een ochtendwandeling. Op straat wordt hij geprezen om alle hulp die hij verleende aan de zieken. Ondanks deze betuigingen van erkenning, blijft Faust gedeprimeerd over de beperkingen van de menselijke kennis. Wanneer Faust naar huis wandelt, wordt hij gevolgd door een zwarte poedel.

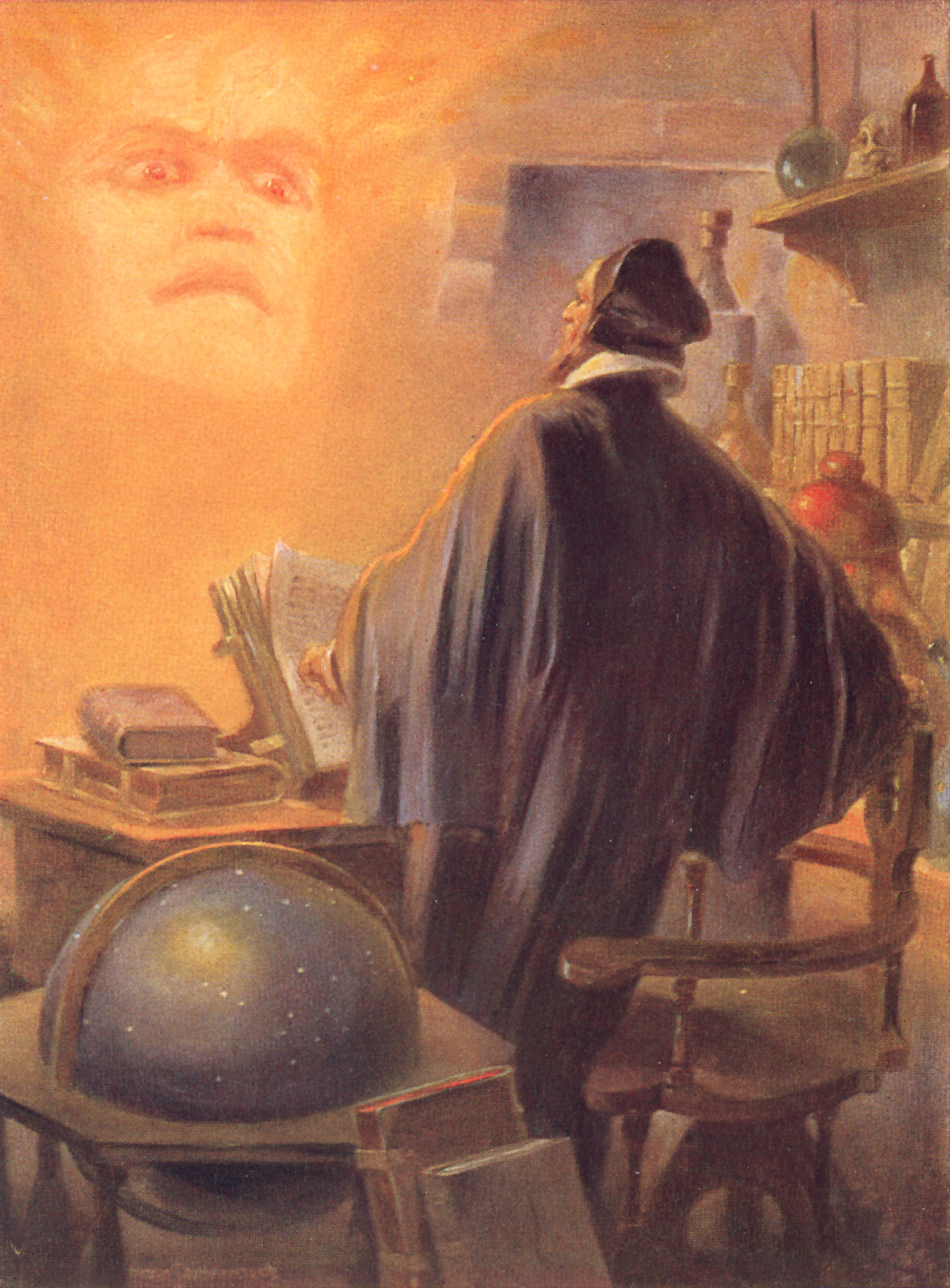
Faust roept de 'geest van de Aarde' op
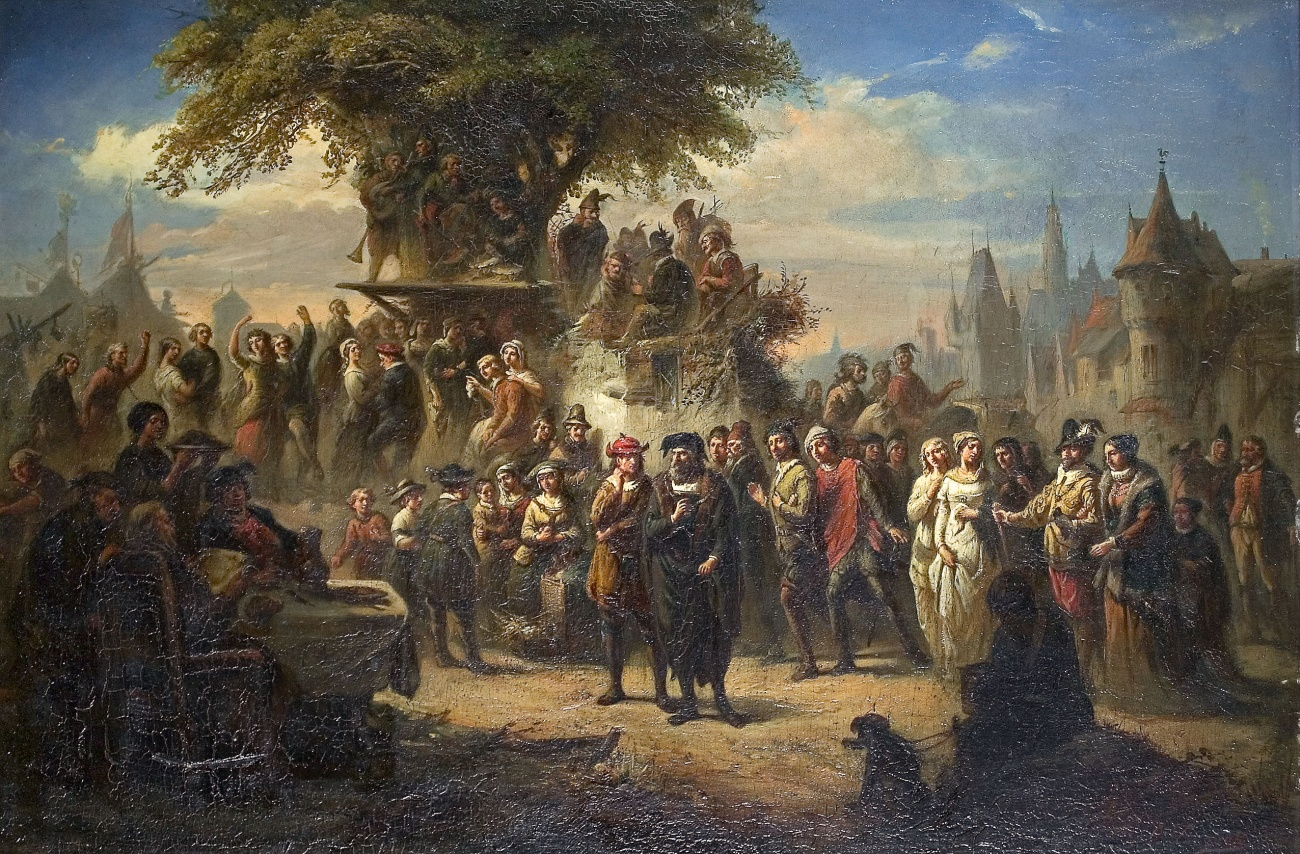
De Osterspaziergang van Faust en Wagner

Eenmaal thuis begint Faust het Evangelie volgens Johannes te vertalen. De hond wordt onrustig en neemt de gedaante van Mephisto aan. Deze komt met het voorstel tot een overeenkomst. Hij zal alle wensen van Faust vervullen, maar onder één voorwaarde: vanaf het moment dat Faust niets meer te wensen zou hebben, behoort zijn ziel toe aan Mephisto. Faust ondertekent het pact in bloed. Mephisto denkt Faust te kunnen vermurwen met een avondje in de herberg Auerbachs Keller, maar dit loopt volledig uit de hand. Vervolgens bezoeken ze een heks, die Faust in een aantrekkelijke jongeman verandert.
Op straat ontmoet Faust Grietje. Faust en Mephisto zorgen ervoor dat ze verliefd wordt op Faust. Voor Grietje betekent de verhouding echter een groot onheil; ze verliest haar moeder én haar broer. Bovendien moet ze hun pasgeboren kind verdrinken, want zij en Faust zijn niet getrouwd. Ze belandt in de kerker en wordt krankzinnig. Faust en Mephisto haasten zich terug van een wilde Walpurgisnacht en willen Grietje bevrijden. Ze weigert echter mee te gaan; liever doet ze boete voor haar zonden. Vlak na deze woorden overlijdt ze. Grietje heeft haar ziel weten te redden; ze verkoos te boeten en ze heeft zich bewust losgemaakt van Faust, wiens ziel beloofd is aan de duivel. Hier eindigt Faust I.

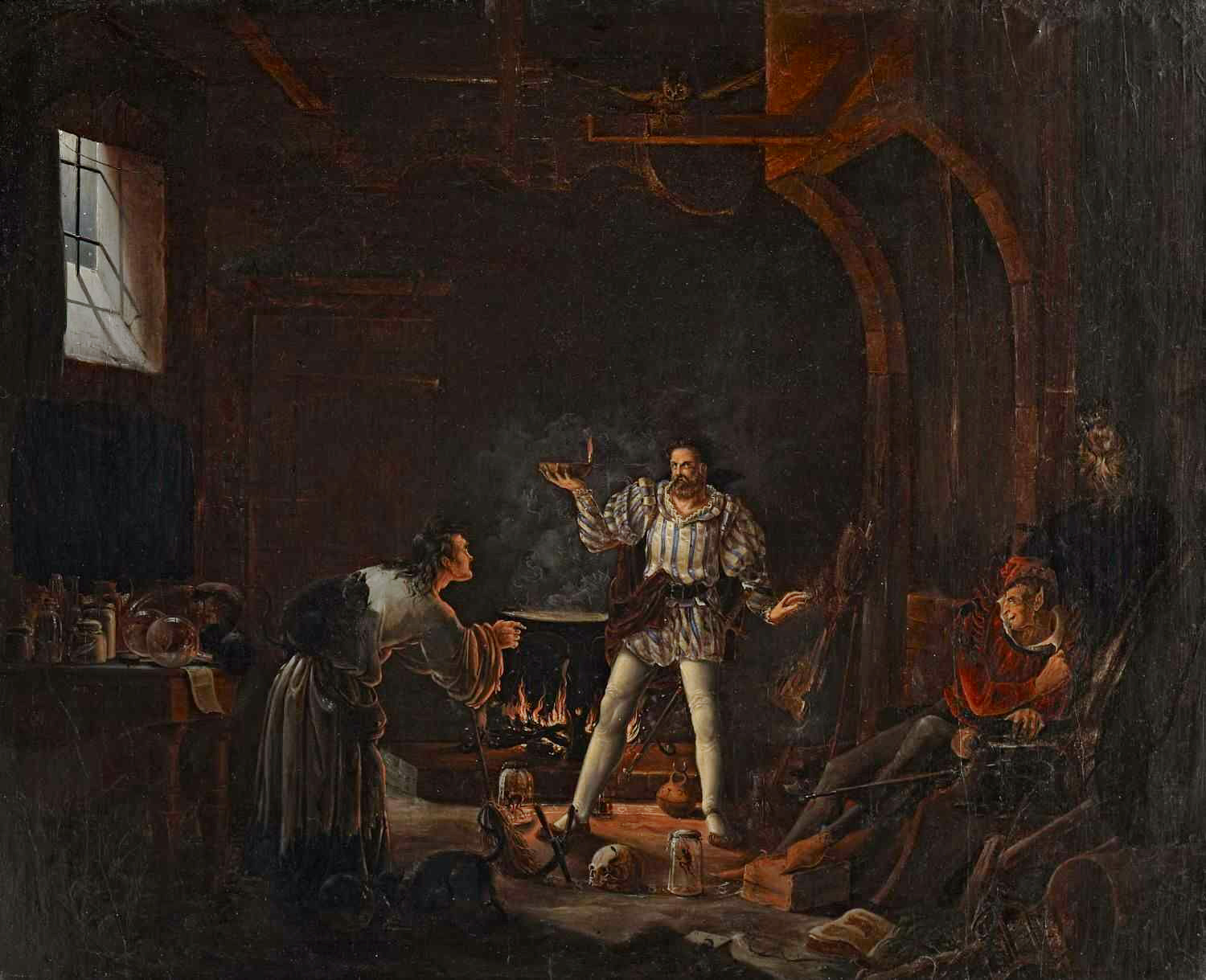
Faust in de 'keuken van de heks'
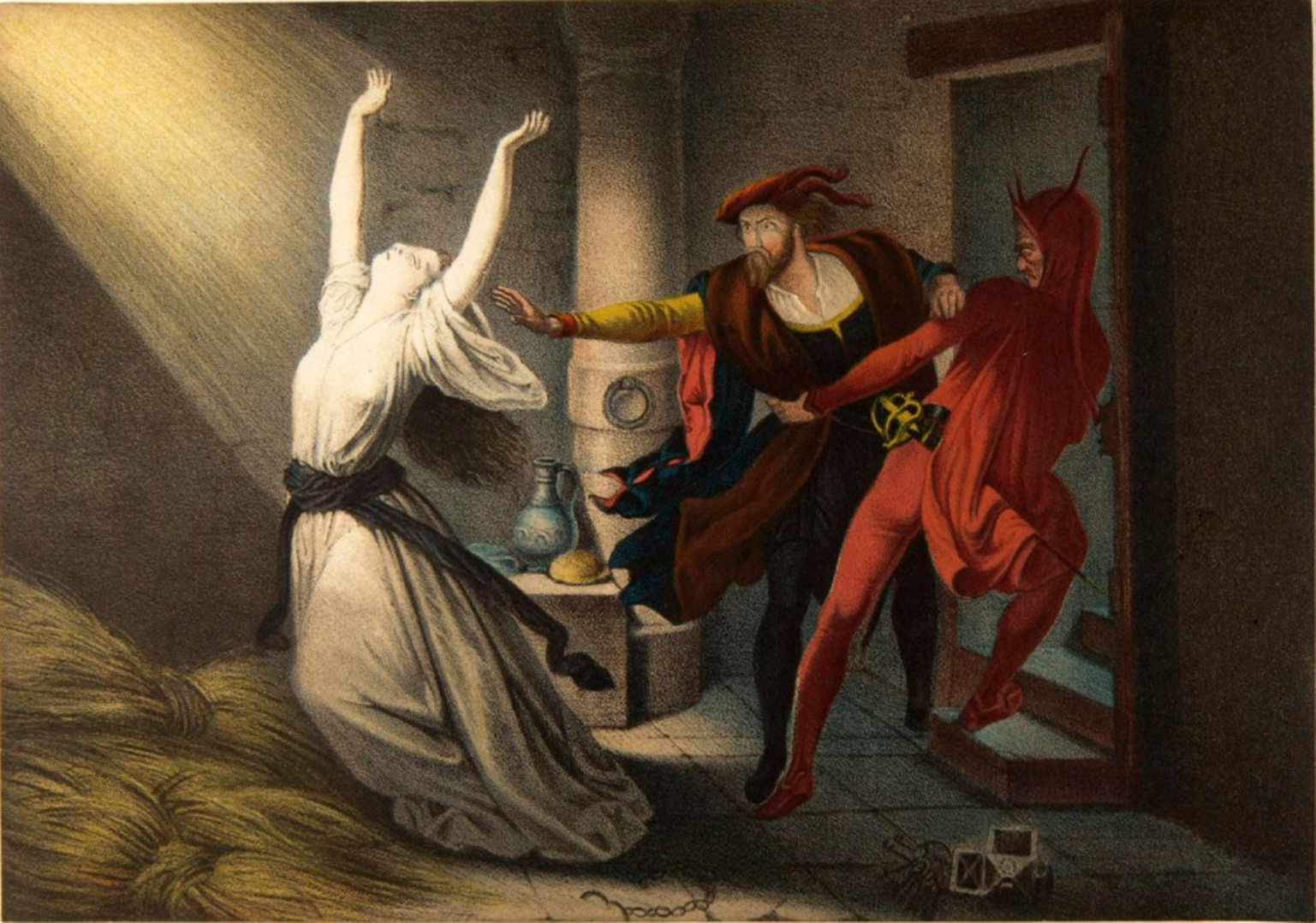
De redding van Grietje

In Faust II vinden we Faust en Mephisto terug in de entourage van de keizer van Oostenrijk. Eerst halen ze Helena en Paris naar het Hof, om de mythische schoonheidswedstrijd over te doen. De geesten verdwijnen weer, maar Faust blijft onder de indruk van de mooie Helena. Met behulp van een homunculus en een heks reizen ze naar het Oude Griekenland. Aan het einde van zijn Griekse avontuur verliest Faust echter zowel zijn vrouw Helena als hun kind Euphorion. Faust en Mephisto keren naar het Hof terug en voeren het keizerlijke leger aan. Dankzij een belangrijke overwinning verwerft Faust de heerschappij over een land aan zee. Toch is hij niet gelukkig.
Faust begint na te denken over al zijn foute wensen. Hij heeft de waarheid gezocht via de magie, het verstand, de intuïtie, de droom. Nu schakelt hij over op de daad. Als landsheer beslist hij tot grootschalige inpolderingen, zodat er meer ruimte en voedsel is voor zijn onderdanen. Nu pas kan hij zich oprecht gelukkig prijzen. Mephisto ziet dat Faust voor het eerst gelukkig is, en meent hem eindelijk te mogen meenemen naar de hel. Zijn victorie blijkt echter voorbarig. Het pact zegt dat Mephisto hem gelukkig moest maken, maar in werkelijkheid heeft Faust steeds zélf gestreefd naar het geluk. Het leven van Faust toont dat de Mens geen externe krachten nodig heeft om gelukkig te worden. Bovendien zal de Mens altijd goed doen, want alleen dan kan hij geluk en wijsheid vinden. Een koor van engelen brengt Fausts ziel naar de hemel, waar hij wordt herenigd met Grietje.

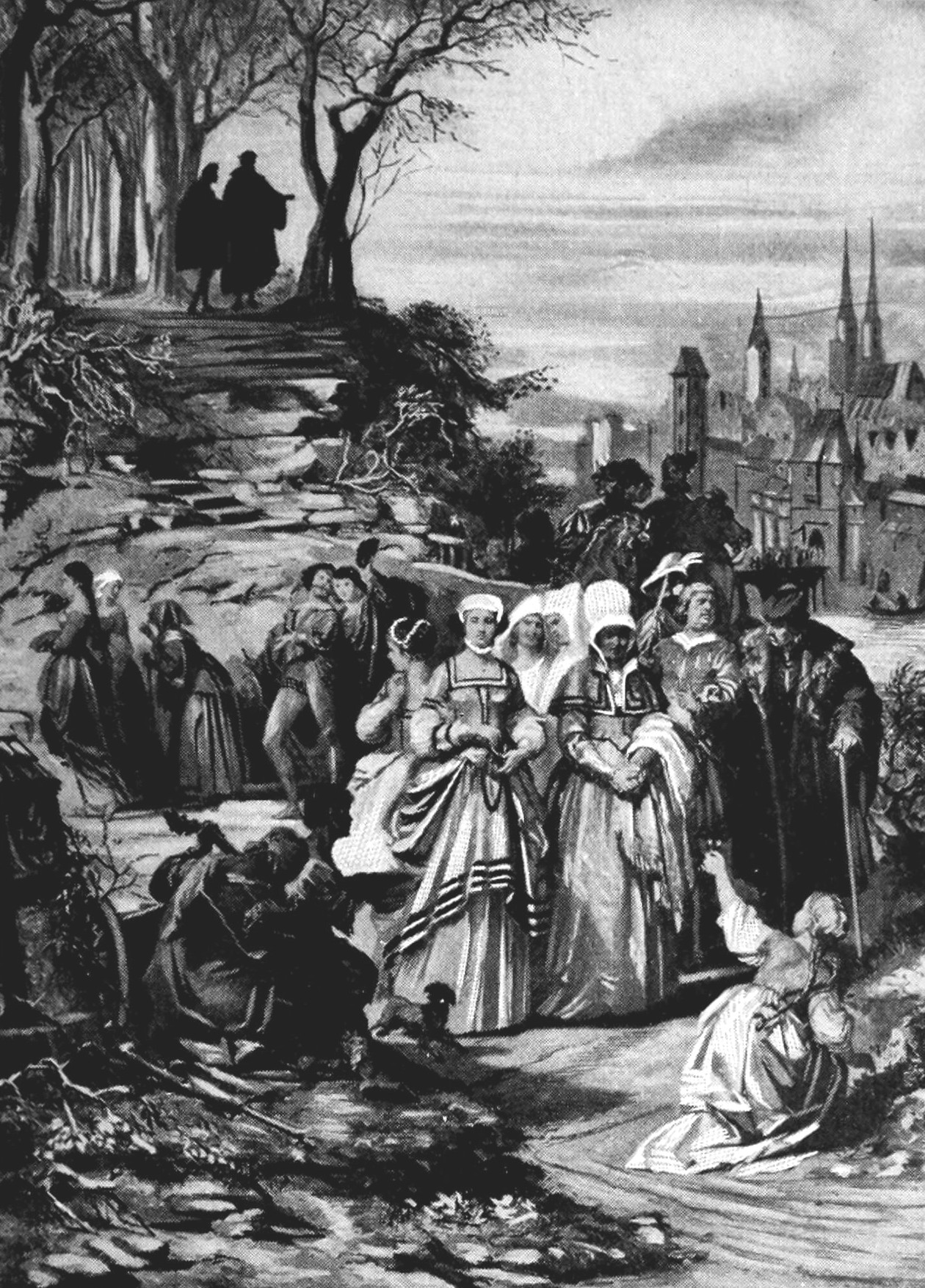
Faust en Mephisto op hun reizen
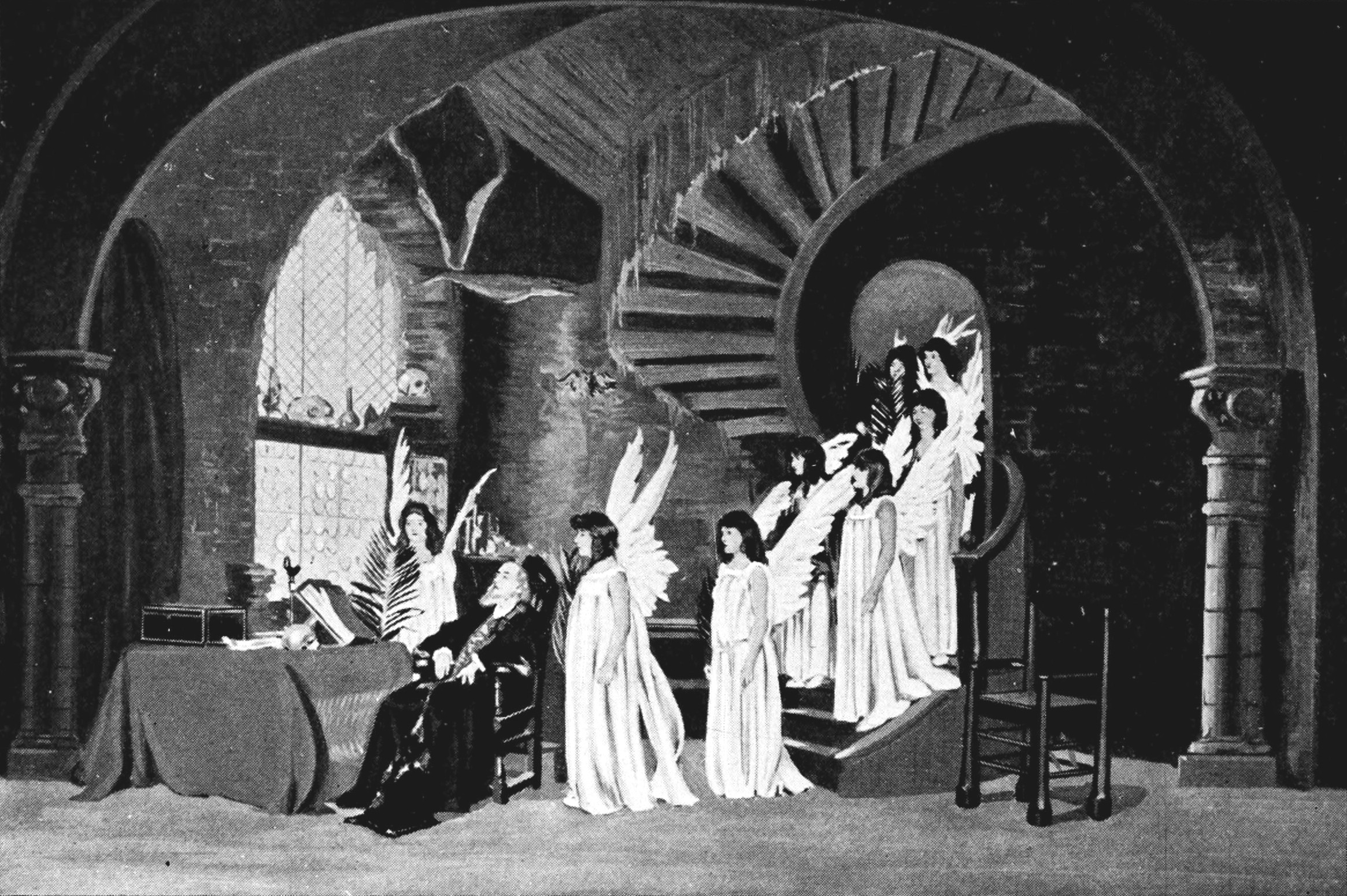
Faust overlijdt

## Nederlandse vertalingen
- Faust. Oerversie, vertaald door en met een nawoord van Ard Posthuma, 2005, ISBN 9789025317454
- Faust. Een tragedie, vertaald in verzen door Ard Posthuma, 2001, ISBN 978-90-253-1749-2
- Faust, vertaald door Carel Steven Adama van Scheltema (eerste deel, 1911) en Nico van Suchtelen (tweede deel, 1920), herzien in 1982, ISBN 9789028414662